# Sebastian Schreiner
Sebastian Schreiner (* 27. Juli 1984 in Schärding) ist ein österreichischer Filmeditor und visueller Künstler.

## Leben
Sebastian Schreiner ist als Filmeditor tätig und für seine Zusammenarbeit mit Regisseuren wie Peter Hengl und Johannes Grenzfurthner bekannt.
Nach einer gescheiterten Karriere als angehender Profi-Golfer wandte sich der Künstler der Arbeit als Visual Artist zu und kam schließlich durch seine Arbeit an elektronischen Musikprojekten zum Film. In den Jahren 2007 und 2008 besuchte er das Filmcollege Wien und studierte danach Schnitt bei Michael Hudecek an der Filmakademie Wien.
Im Jahr 2013 wurde er für den Förderpreis Schnitt beim Filmplus Festival in Köln nominiert.
Seine Arbeiten im Bereich Montage wurden auf zahlreichen nationalen und internationalen Filmfestivals gezeigt, darunter der Max Ophüls-Preis in Saarbrücken, die Kurzfilmtage Oberhausen, Tampere, Busan, Kyoto und Mumbai. Diese trugen zu diversen Preisen bei, wie dem Clermont-Ferrand, den 13th Street Shocking Shorts und den BAFTA Student Film Awards.
Schreiner ist Teil des Vorstands der Interessensvertretung Österreichischer Verband Filmschnitt.

## Filmografie (Auswahl)
- 2019: Das Fieber (Dokumentarfilm)
- 2019: Prost Mortem – Die letzte Runde (Fernsehserie)
- 2020–2021: Meiberger – Im Kopf des Täters (Fernsehserie, 5 Folgen)
- 2021: Sommer auf drei Rädern
- 2021: Vakuum (Dokumentarfilm)
- 2021: Meiberger – Mörderisches Klassentreffen (Fernsehfilm)
- 2022: Family Dinner
- 2023: Der Metzger traut sich (Fernsehreihe)
- 2023: Pandoras Vermächtnis (Dokumentarfilm)
- 2024: Beasts Like Us (Fernsehserie)[6]
- 2024: Hacking at Leaves (Dokumentarfilm)
- 2024: The Life of Sean DeLear (Dokumentarfilm)
- 2024: Der Metzger – Mordstheater (Fernsehreihe)